# Robert Godlewski
Robert Godlewski (ur. 2 marca 1984 w Gorzowie Wielkopolskim) – polski tenisista, medalista mistrzostw Polski, brązowy medalista drużynowych mistrzostw Europy, brązowy medalista akademickich mistrzostw Europy.

## Kariera tenisowa
W grze pojedynczej najwyżej sklasyfikowany w rankingu był 24 lipca 2006 roku na 507. miejscu, natomiast w grze podwójnej 3 sierpnia 2009 roku sklasyfikowany był na 572. miejscu. W grze pojedynczej w 2005 roku w Poznaniu wygrał turniej kategorii ITF. Wielokrotnie w turniejach tej samej rangi dochodził do meczów mistrzowskich. W grze podwójnej wygrał dwa turnieje rangi ITF: w 2007 roku w Szwecji oraz w 2008 roku na Słowacji. Kilkukrotnie przechodząc eliminacje, grał w rozgrywkach głównych turniejów rangi ATP Challenger Tour. W 2014 roku zdobył tytuł halowego mistrza Polski.